# James Gleason
James Austin Gleason (født 23. maj 1882, død 12. april 1959) var en amerikansk skuespiller født i New York City. Han var også en dramatiker og manuskriptforfatter.